# 达甘布伊扬乌帕齐拉
达甘布伊扬是孟加拉国的一个乌帕齐拉，位于吉大港专区的费尼县。其总面积165.84平方千米，为该国商业中心，亦是最大的棉纺产地之一。

## 人口
1991年孟加拉国人口普查数据显示，达甘布伊扬共有户数34750，总人口204975。其中，男性占比49.4%、女性50.6%；其成年（含18岁）人口共95809。该地7岁以上居民平均识字率为40.7%。